# Auxilium Pallacanestro Torino 1990-1991
La Auxilium nel 1990-1991 ha giocato in Serie A1.

## Roster

Darryl Dawkins

|    | Naz.                   | Ruolo | Sportivo            | Anno | Alt. | Peso | Note |
| -- | ---------------------- | ----- | ------------------- | ---- | ---- | ---- | ---- |
| 4  | Italia (bandiera)      | G     | Alessandro Abbio    | 1971 | 193  | 85   |      |
| 5  | Italia (bandiera)      |       | Alberto Bogliatto   | 1969 | 196  |      |      |
| 6  | Italia (bandiera)      |       | Andrea Negro        | 1969 |      |      |      |
| 8  | Italia (bandiera)      | P     | Carlo Della Valle   | 1962 | 197  |      |      |
| 10 | Italia (bandiera)      |       | Nino Pellacani      | 1962 |      |      |      |
| 11 | Stati Uniti (bandiera) | C     | Darryl Dawkins      | 1957 | 211  | 120  |      |
| 12 | Stati Uniti (bandiera) | AG    | Joe Kopicki         | 1960 | 206  | 109  |      |
| 14 | Italia (bandiera)      |       | Achille Milani      | 1962 |      |      |      |
|    | Italia (bandiera)      |       | Giuseppe Motta      | 1961 |      |      |      |
|    | Italia (bandiera)      | A     | Giampaolo Zamberlan | 1962 | 204  |      |      |
|    | Italia (bandiera)      | P     | Luca Iacomuzzi      | 1972 |      |      | .    |

### Staff tecnico
Capo allenatore: Giuseppe Guerrieri subentra Federico Danna
Assistente: Federico Danna
Medico: Roberto Carlin

## Risultati
- Serie A1:
- stagione regolare: 10ª classificata;
- play off: ottavi di finale
- Coppa Italia: ottavi di finale